# Jiquiriçá
Jiquiriçá este un oraș în statul Bahia (BA) din Brazilia.